# World Poker Tour seizoen 4
Een overzicht van de evenementen uit het vierde seizoen van de World Poker Tour (WPT) en resultaten van de hoofdtoernooien daarvan. De winnaars hiervan schrijven naast het prijzengeld een officiële WPT-titel op hun naam:

### Mirage Poker Showdown
- Casino: The Mirage, Las Vegas
- Buy-in: $10.000,-
- Datum: 23 mei t/m 26 mei 2005
- Aantal deelnemers: 317
- Totaal prijzengeld: $3.074.900,-
- Aantal uitbetalingen: 27

| Positie | Naam         | Prijs        |
| ------- | ------------ | ------------ |
| 1ste    | Gavin Smith  | $1.153.778,- |
| 2de     | Ted Forrest  | $579.386,-   |
| 3de     | Chris Bell   | $289.693,-   |
| 4de     | Kido Pham    | $182.964,-   |
| 5de     | Eugene Todd  | $137.223,-   |
| 6de     | Mark Ellerbe | $106.729,-   |

### Grand Prix de Paris
- Casino: Aviation Club de France, Parijs
- Buy-in: €10.000,-
- Datum: 25 juli t/m 29 juli 2005
- Aantal deelnemers: 160
- Totaal prijzengeld: €1.520.000,-
- Aantal uitbetalingen: 18

| Positie | Naam              | Prijs                   |
| ------- | ----------------- | ----------------------- |
| 1ste    | Roland de Wolfe   | €479.680 ($574.419,-)   |
| 2de     | Juha Helppi       | €254.830,- ($305.160,-) |
| 3de     | Michel Zajdenberg | €179.880,- ($215.407,-) |
| 4de     | Tim Anders        | €119.920,- ($143.605,-) |
| 5de     | Curt Kohlberg     | €89.940,- ($107.704,-)  |
| 6de     | Alan Goehring     | €74.950,- ($89.753,-)   |

### Legends of Poker
- Casino: Bicycle Casino, Los Angeles
- Buy-in: $5.000,-
- Datum: 27 augustus t/m 31 augustus 2005
- Aantal deelnemers: 839
- Totaal prijzengeld: $4.195.000,-
- Aantal uitbetalingen: 72

| Positie | Naam            | Prijs        |
| ------- | --------------- | ------------ |
| 1ste    | Alex Kahaner    | $1.150.900,- |
| 2de     | Kenna James     | $588.210,-   |
| 3de     | Jake Minter     | $333.600,-   |
| 4de     | Tim Phan        | $291.900,-   |
| 5de     | Todd Phillips   | $250.200,-   |
| 6de     | Kevin O'Donnell | $208.500,-   |

### Borgata Poker Open
- Casino: Borgata, Atlantic City
- Buy-in: $10.000,-
- Datum: 19 september t/m 22 september 2005
- Aantal deelnemers: 515
- Totaal prijzengeld: $4.995.500,-
- Aantal uitbetalingen: 45

| Positie | Naam            | Prijs        |
| ------- | --------------- | ------------ |
| 1ste    | Al Ardebili     | $1.498.650,- |
| 2de     | Ricardo Festejo | $799.280,-   |
| 3de     | Kathy Liebert   | $427.115,-   |
| 4de     | John D'Agostino | $349.685,-   |
| 5de     | Robert Hwang    | $299.730,-   |
| 6de     | David Singer    | $249.775,-   |

### UltimateBet Aruba Poker Classic
- Casino: Radisson Aruba Resort & Casino, Palm Beach (Aruba)
- Buy-in: $5.000,-
- Datum: 26 september t/m 1 oktober 2005
- Aantal deelnemers: 647
- Totaal prijzengeld: $3.235.000,-
- Aantal uitbetalingen: 125

| Positie | Naam            | Prijs        |
| ------- | --------------- | ------------ |
| 1ste    | Freddy Deeb     | $1.000.000,- |
| 2de     | Josh Schlein    | $440.450,-   |
| 3de     | Johan Storåkers | $300.000,-   |
| 4de     | Devin Porter    | $200.000,-   |
| 5de     | Robert Border   | $150.000,-   |
| 6de     | Stacy Matuson   | $100.000,-   |

### Doyle Brunson North American Poker Championship
- Casino: Bellagio, Las Vegas
- Buy-in: $10.000,-
- Datum: 18 oktober t/m 21 oktober 2005
- Aantal deelnemers: 420
- Totaal prijzengeld: $4.074.000,-
- Aantal uitbetalingen: 100

| Positie | Naam              | Prijs        |
| ------- | ----------------- | ------------ |
| 1ste    | Minh Ly           | $1.060.050,- |
| 2de     | Dan Harrington    | $620.730,-   |
| 3de     | Gavin Smith       | $327.610,-   |
| 4de     | Don Zewin         | $189.630,-   |
| 5de     | Jan Vang Sørensen | $137.940,-   |
| 6de     | Tony Grand        | $96.560,-    |

### World Poker Finals
- Casino: Foxwoods, Mashantucket (Connecticut)
- Buy-in: $10.000,-
- Datum: 13 november t/m 18 november 2005
- Aantal deelnemers: 783
- Totaal prijzengeld: $7.855.000,-
- Aantal uitbetalingen: 120

| Positie | Naam               | Prijs        |
| ------- | ------------------ | ------------ |
| 1ste    | Nick Schulman      | $2.167.500,- |
| 2de     | Anthony Licastro   | $1.035.000,- |
| 3de     | Bill Gazes         | $759.000,-   |
| 4de     | Allen Cunningham   | $483.000,-   |
| 5de     | Lyle Berman        | $345.000,-   |
| 6de     | Leonard Cortellino | $276.000,-   |

### Five Diamond World Poker Classic
- Casino: Bellagio, Las Vegas
- Buy-in: $15.000,-
- Datum: 12 december t/m 16 december 2005
- Aantal deelnemers: 555
- Totaal prijzengeld: $8.075.250,-
- Aantal uitbetalingen: 100

| Positie | Naam            | Prijs        |
| ------- | --------------- | ------------ |
| 1ste    | Rehne Pedersen  | $2.078.185,- |
| 2de     | Patrik Antonius | $1.046.470,- |
| 3de     | Doyle Brunson   | $563.485,-   |
| 4de     | J.J. Liu        | $362.140,-   |
| 5de     | Darrell Dicken  | $241.495,-   |
| 6de     | Phil Laak       | $160.995,-   |

### PokerStars Caribbean Poker Adventure
- Casino: Atlantis Paradise Island
- Buy-in: $7.800,-
- Datum: 5 januari t/m, 10 januari 2006
- Aantal deelnemers: 724
- Totaal prijzengeld: $5.477.700,-
- Aantal uitbetalingen: 130

| Positie | Naam               | Prijs        |
| ------- | ------------------ | ------------ |
| 1ste    | Steve Paul-Ambrose | $1.388.600,- |
| 2de     | Brook Lyter        | $681.500,-   |
| 3de     | David Singer       | $436.200,-   |
| 4de     | Michael Higgins    | $327.100,-   |
| 5de     | Anders Henriksson  | $239.900,-   |
| 6de     | Aurangzeb Sheikh   | $177.200,-   |

### Gold Strike World Poker Open
- Casino: Gold Strike Resort and Casino, Tunica
- Buy-in: $10.000,-
- Datum: 19 januari t/m 23 januari 2006
- Aantal deelnemers: 327
- Totaal prijzengeld: $3.171.900,-
- Aantal uitbetalingen: 50

| Positie | Naam             | Prijs      |
| ------- | ---------------- | ---------- |
| 1ste    | Scotty Nguyen    | $969.421,- |
| 2de     | Michael Mizrachi | $566.352,- |
| 3de     | Raul Paez        | $298.908,- |
| 4de     | Gavin Smith      | $173.052,- |
| 5de     | An Tran          | $125.856,- |
| 6de     | Bau Le           | $88.099,-  |

### Borgata Winter Poker Open
- Casino: Borgata, Atlantic City
- Buy-in: $10.000,-
- Datum: 29 januari t/m 1 februari 2006
- Aantal deelnemers: 381
- Totaal prijzengeld: $3.695.700,-
- Aantal uitbetalingen: 75

| Positie | Naam             | Prijs        |
| ------- | ---------------- | ------------ |
| 1ste    | Michael Mizrachi | $1.173.373,- |
| 2de     | John D'Agostino  | $591.312,-   |
| 3de     | Erick Lindgren   | $282.721,-   |
| 4de     | Amnon Filippi    | $184.785,-   |
| 5de     | Josh Spiegelman  | $147.828,-   |
| 6de     | Stuart Paterson  | $110.871,-   |

### L.A. Poker Classic
- Casino: Commerce Casino, Los Angeles
- Buy-in: $10.000,-
- Datum: 16 februari t/m 21 februari 2006
- Aantal deelnemers: 692
- Totaal prijzengeld: $6.643.200,-
- Aantal uitbetalingen: 45

| Positie | Naam          | Prijs        |
| ------- | ------------- | ------------ |
| 1ste    | Alan Goehring | $2.391.550,- |
| 2de     | Daniel Quach  | $1.162.560,- |
| 3de     | Michael Woo   | $571.315,-   |
| 4de     | Steve Simmons | $338.803,-   |
| 5de     | J.C. Tran     | $265.728,-   |
| 6de     | Per Ummer     | $199.296,-   |

### Bay 101 Shooting Star
- Casino: Bay 101, San Jose
- Buy-in: $10.000,-
- Datum: 27 februari t/m 3 maart 2006
- Aantal deelnemers: 518
- Totaal prijzengeld: $4.702.800,-
- Aantal uitbetalingen: 45

| Positie | Naam            | Prijs        |
| ------- | --------------- | ------------ |
| 1ste    | Nam Le          | $1.198.300,- |
| 2de     | Ravi Udayakumar | $629.500,-   |
| 3de     | Danny Smith     | $340.000,-   |
| 4de     | David Williams  | $280.000,-   |
| 5de     | Fabrice Soulier | $240.000,-   |
| 6de     | Chad Brown      | $200.000,-   |

### World Poker Challenge
- Casino: Reno Hilton, Reno
- Buy-in: $5.000,-
- Datum: 27 maart t/m 30 maart 2006
- Aantal deelnemers: 592
- Totaal prijzengeld: $2.845.700,-
- Aantal uitbetalingen: 36

| Positie | Naam             | Prijs        |
| ------- | ---------------- | ------------ |
| 1ste    | Mike Simon       | $1.052.890,- |
| 2de     | Jason Stern      | $529.300,-   |
| 3de     | Tom Schneider    | $256.115,-   |
| 4de     | Greg Mueller     | $142.285,-   |
| 5de     | Jonas Norrman    | $113.830,-   |
| 6de     | Barry Greenstein | $85.370,-    |

### Foxwoods Poker Classic
- Casino: Foxwoods, Mashantucket
- Buy-in: $10.000,-
- Datum: 6 april t/m 9 april 2006
- Aantal deelnemers: 431
- Totaal prijzengeld: $4.175.200,-
- Aantal uitbetalingen: 40

| Positie | Naam          | Prijs        |
| ------- | ------------- | ------------ |
| 1ste    | Victor Ramdin | $1.331.889,- |
| 2de     | Alex Jacob    | $655.507,-   |
| 3de     | Edward Jordan | $417.520,-   |
| 4de     | Larry Klur    | $292.264,-   |
| 5de     | John Russell  | $208.760,-   |
| 6de     | Bruce Kater   | $167.008,-   |

### WPT Championship
- Casino: Bellagio, Las Vegas
- Buy-in: $25.000,-
- Datum: 18 april t/m 24 april 2006
- Aantal deelnemers: 605
- Totaal prijzengeld: $14.671.250,-
- Aantal uitbetalingen: 100

| Positie | Naam              | Prijs        |
| ------- | ----------------- | ------------ |
| 1ste    | Joe Bartholdi     | $3.760.165,- |
| 2de     | Davidson Matthew  | $1.903.950,- |
| 3de     | Roland de Wolfe   | $1.025.205,- |
| 4de     | Claus Nielson     | $659.120,-   |
| 5de     | James Van Alstyne | $439.357,-   |
| 6de     | Men Nguyen        | $292.915,-   |

WPT seizoen 1 · WPT seizoen 2 · WPT seizoen 3 · WPT seizoen 4 · WPT seizoen 5 · WPT seizoen 6 · WPT seizoen 7 · WPT seizoen 8 · WPT seizoen 9 · WPT seizoen 10 · WPT seizoen 11 · WPT seizoen 12 · WPT seizoen 13 · WPT seizoen 14 · WPT seizoen 15 · WPT seizoen 16 · WPT seizoen 17 · WPT seizoen 18 · WPT seizoen 19